# 渚でシャララ
「渚でシャララ」（なぎさでシャララ）は、 沢田研二と加瀬邦彦率いるザ・ワイルドワンズが合体した2010年限定のユニットである「ジュリー with ザ・ワイルドワンズ」のシングル。
2010年2月10日にJ-moreより発売された。

## 解説
- プロデューサーは加瀬邦彦、CDプロデューサーは木崎賢治を迎え、爽やかな湘南サウンドに仕上がっている。
- B面『涙がこぼれちゃう』の作詞・作曲者の吉田Qは気鋭のシンガーソングライター。
- 『ジュリーwithザ・ワイルドワンズ』はこの年、全国30ヵ所でツアーを行った[1]。このライブはDVD化され、ミュージック・ペンクラブ・ジャパンが主催する第23回ミュージック・ペンクラブ賞でコンサート・パフォーマンスと録音・録画作品で賞を受ける[2]。
- 『渚でシャララ』はメンバー全員の振付けがあり、振付師は南流石。

## 収録曲
1. 渚でシャララ
  - 作詞：三浦徳子／作曲：加瀬邦彦／編曲：十川ともじ
2. 涙がこぼれちゃう
  - 作詞・作曲：吉田Q／編曲：十川ともじ
3. 渚でシャララ(INSTRUMENTAL)
4. 涙がこぼれちゃう(INSTRUMENTAL)